# Micronecta nieseri
Micronecta nieseri (лат.) — вид мелких водяных клопов рода Micronecta из семейства Гребляки (Corixidae, Micronectinae, или Micronectidae). Юго-Восточная Азия: Вьетнам (Lao Cai Prov.). Назван в честь энтомолога Dr Nico Nieser за его крупный вклад в изучение этой группы жуков.

## Описание
Мелкие водяные клопы, длина от 1,8 до 2,4 мм. Переднеспинка длиннее медианной длины головы. Встречаются тёмная и бледная формы. Тёмная форма с темным дорзумом: лоб и темя коричневые, глаза темно-красновато-коричневые. Переднеспинка темно-коричневая (самцы) или светло-коричнево-жёлтая (самки). Гемелитрон обычно светло-коричневатый, с нечеткими темными отметинами; у некоторых экземпляров с мелкими красноватыми точками. Мембрана полупрозрачная и в целом коричневая. Нижняя часть груди и брюшко желтовато-коричневая (самцы) или светло-жёлтая (самки), ноги бледно-жёлтые. Светлая форма со светлым дорзумом: лоб и темя светлые, глаза красновато-коричневые. Переднеспинка грязно-жёлтая. Гемелитрон без тёмных отметин. Вентер бледно-жёлтый, а ноги бледно-жёлтые или почти беловатые. Вид был впервые описан в 2021 году вьетнамскими энтомологами Tuyet Ngan Ha и Anh Duc Tran (Faculty of Biology, VNU University of Science, Vietnam National University, Ханой, Вьетнам) по материалам из Вьетнама.